# さすらいのジョニー
「さすらいのジョニー」（フランス語: Pour moi la vie va commencer）は、1963年のフランス映画『ジョニーはどこに』で主役のジョニー・アリディが歌った4曲の一つで、フランス語題名「Pour moi la vie va commencer」（僕にとって人生が始まる）の日本での題名であり、世界を風靡した。
この曲は、後にシャンタル・ゴヤと結婚するジャン＝ジャック・デブの作。シングル盤のB面には「マイ・ギター」が収録された。

## 概要
映画『ジョニーはどこに』で、ジョニー・アリディは初めて映画の主役を演じた。1963年6月から7月にかけてフランス南部のカマルグで撮影された同作は、エルヴィス・プレスリーが出てくるようなミュージカル映画であり、歌うシーンがプロット全体に散りばめられている。このために4曲が作られて、登場順に、「心がいっぱい(À plein cœur)」（シルヴィー・ヴァルタンとのデュエット）、「僕にとって人生が始まる」（Pour moi la vie va commencer）、「何も変わってないよ(Rien n'a changé)」、「私のギター」である。
この歌は、ジョニー・リヴィエール（彼の役の名前）が子供時代の故郷へ戻ったことを示しており、彼は保護者と馬に乗って歌う。タイトルにある自叙伝的な要素はなかったが、この曲はレコード盤で拡散し始め、ラジオでも大成功を収め、ジョニー・アリディにとって1960年代の主要な歌のひとつになった。この曲はコンパクト盤が作られた時に、最初のフランス語の曲であった。
レコードの売り上げで、週間の最高時の記録は、ベルギーとオランダでは1位、フランスでは3位を記録した。

## チャート成績
| チャート（1963年 - 1964年）     | 最高位 |
| ------------------------------- | ------ |
| ベルギー (Ultratop 50 Flanders) | 16     |
| ベルギー (Ultratop 50 Wallonia) | 1      |
| フランス (Single Sales)         | 1      |
| オランダ (Single Top 100)       | 1      |